# Kammerorchester Klaipėda
Das Kammerorchester Klaipėda (lit. Klaipėdos kamerinis orkestras) ist ein 1992 gegründetes Kammerorchester in der Hafenstadt Klaipėda, der drittgrößten Stadt Litauens. Leiter ist seit Juni 2009 der Cellist Mindaugas Bačkus.

## Geschichte
Die Initiatorin und langjährige Kunstleiterin des Orchesters war die Bratschistin Liuda Kuraitienė. Im Dezember 1992 fand das erste Konzert im Saal der Fakultät für Künste der Klaipėdos universitetas statt. Der erste Dirigent war Dmitrij Zlotnik. Das Kammerorchester gehörte dem Musikzentrum der Stadtgemeinde Klaipėda an. Heute ist es eine Musikgruppe von Klaipėdos koncertų salė. Spätere Dirigenten waren Saulius Sondeckis, Robertas Šervenikas, Modestas Pitrėnas, Donatas Katkus, Martynas Staškus, Vytautas Lukočius.
Das Orchester hatte über 400 Konzerte in Litauen und im Ausland: Lettland, Kaliningrad (Russland), Polen, Deutschland und Ukraine. Es nahm an Festivals wie Klaipėdos muzikos pavasaris, Permainų muzika, Salve Musica Alternatyva, Pax Et Bonum, Resurrexit, Sommerfestival Tytuvėnai, Festival Pažaislis, Paežeriai, Užutrakis, Festival der baltischen Städte in Stettin und Sakralmusikfestival Gdynia (Polen) teil. Das Orchester vertrat Litauen bei den Litauischen Kulturtagen in Hessen.

## Diskographie
- el cello, 2005
- Pas De Deux, 2007